# Tadeusz Rogowski
Tadeusz Rogowski (ur. 5 lutego 1949 w Białymstoku,  zm. 7 lipca 2014 w Warszawie) – pracownik naukowy Instytutu Automatyki i Informatyki Stosowanej Wydziału Elektroniki i Technik Informacyjnych.  Politechniki Warszawskiej, dyrektor Centralnego Ośrodka Informatyki Politechniki Warszawskiej, redaktor i naczelny redaktor „Netforum” i „Telenet forum”.
Zmarł w Warszawie. Został pochowany na cmentarzu w Pyrach.

## Stanowiska
- pracownik naukowy Instytutu Automatyki i Informatyki Stosowanej Wydziału Elektroniki i Technik Informacyjnych Politechniki Warszawskiej,
- 1989–2002, 2008–2013 Dyrektor Centralnego Ośrodka Informatyki Politechniki Warszawskiej,
- redaktor i naczelny redaktor „NetForum” i „TeleNetForum”,
- Kierownik Zespołu WARMAN w technologii ATM w Naukowej i Akademickiej Sieci Komputerowej[3].

## Członkostwa
- 2005–2008 – członek Polskiego Towarzystwa Informatycznego PTI,
- Rzeczoznawca Polskiego Towarzystwa Informatycznego (nr uprawnień 077)[2].

## Nagrody, wyróżnienia, odznaczenia
- 2012 – Medal XXX-lecia PTI
- Srebrny Krzyż Zasługi[1][2]

## Ważne publikacje
- Założył i prowadził pierwszą listę PTI elka, uzyskawszy wcześniej zgodę Rektora na korzystanie ze sprzętu PW.